# Atlantic Standard Time

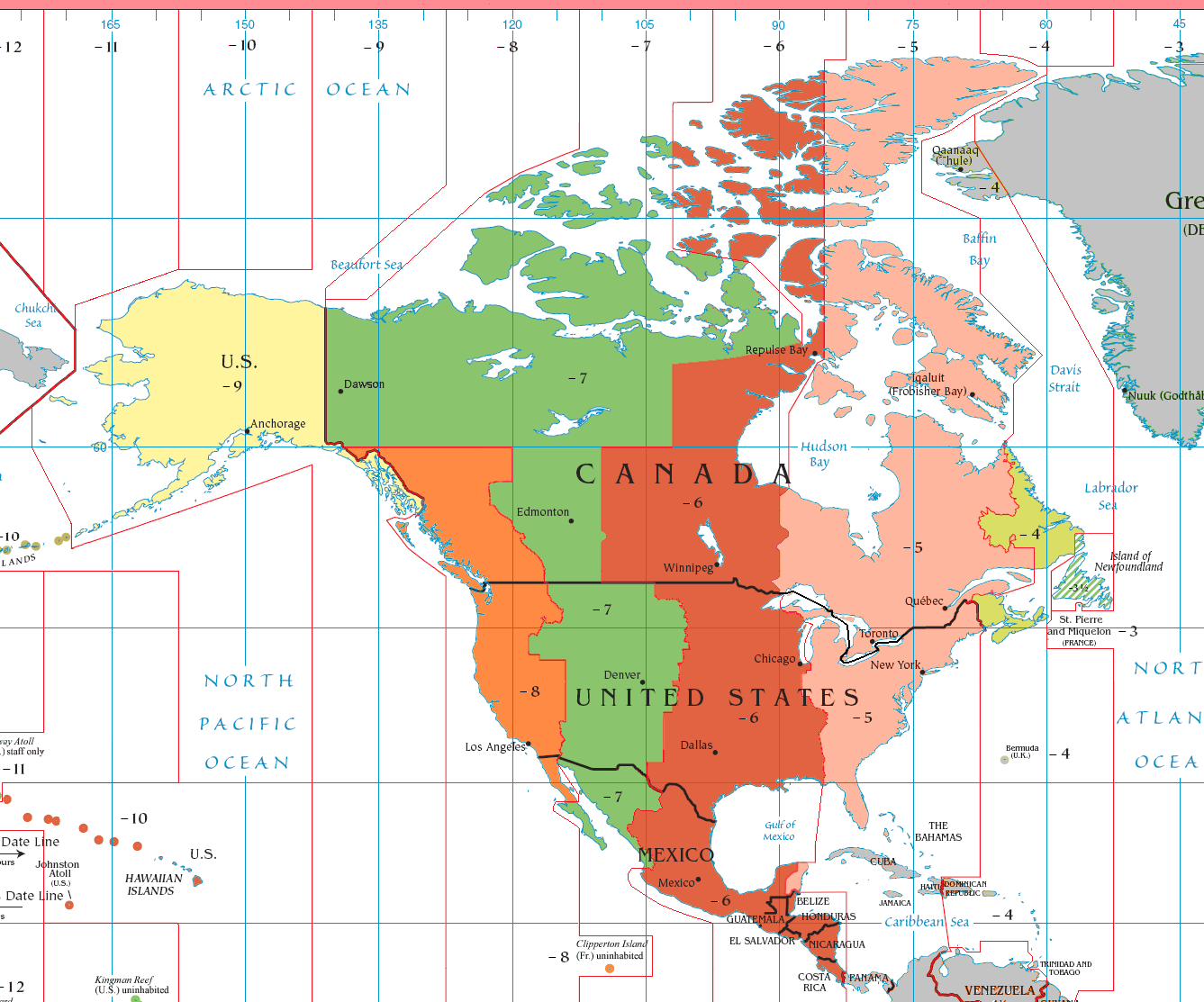
Området i ljusgrönt längst till höger använder UTC-4 (Atlantic Standard Time).

Atlantic Standard Time Zone (AST) är namnet i Kanada och USA på den tidszon som ligger fyra timmar efter UTC (koordinerad universell tid) och GMT (Greenwich Mean Time). Tiden i zonen baseras på meridianen 60° väst om Greenwich.
Atlantic Standard Time används i de kanadensiska provinserna New Brunswick och Nova Scotia. Prince Edward Island och vissa delar av Québec (östra Côte-Nord och Îles de la Madeleine) ligger också i tidszonen. Officiellt ligger hela Newfoundland och Labrador i Newfoundland Standard Time, men i praktiken använder större delen av Labrador Atlantic Standard Time.
I USA används tidszonen endast i Puerto Rico och Amerikanska Jungfruöarna. Ett antal länder i Västindien och Sydamerika använder också UTC-4, men använder inte benämningen Atlantic Standard Time.
På sommaren används sommartid i delar av tidszonen, vilket innebär tre timmar efter UTC på sommaren. Sommartiden kallas för ADT (förkortning för Atlantic Daylight Time). Datumet för omställning av sommartid är inte samma som i Europa.